# Вологість вугілля
Волога вугілля — баластна домішка, що міститься у вугіллі й знижує теплоту його згоряння. При підвищеній волозі погіршується транспортабельність вугілля, а в зимових умовах воно змерзається в залізничних вагонах і штабелях. Волога негативно впливає також на технологію переробки вугілля. Значні труднощі виникають при сухому грохоченні вологого вугілля.
Волога вугілля залежить від його стадії метаморфізму, ступеня окиснення, петрографічного складу та інших факторів.
П. О. Ребіндер класифікує вологу за інтенсивністю енергії зв'язку її з пористим твердим тілом на хімічно зв'язану, адсорбційну, капілярну і поверхневу (вологу механічно зв'язану і вологу, що заповнює пористий простір). Хімічно зв'язана волога не може бути видалена існуючими методами. Адсорбційна волога може бути видалена термічною сушкою. Капілярна і поверхнева волога видаляються методами механічного і термічного зневоднення. Поверхнева волога найбільш негативно впливає на транспортабельність, змерзання і грохочення вугілля.
Загальна волога в розрахунку на робочий стан вугілля один із головних показників його якості. Масова частка її знижується з підвищенням ступеня метаморфізму вугілля від 60 % у м'якому бурому до 40–17 % у щільному бурому, від 16 % до 3–5 % у кам'яному, в антрацитах коливається в межах 4–6 %.
Вологість вугілля шкідливо впливає на процес коксування, спричиняє зниження виходу коксу і продуктивності коксових печей, сприяє руйнуванню печей, погіршує умови роботи хімічних цехів. Вологість вугілля і вугільних концентратів повинна бути не більше 8 %.